# Torneo Regional 1975
El Torneo Regional 1975 fue la novena edición de este torneo, organizado por el Consejo Federal de la Asociación del Fútbol Argentino. Su objetivo era clasificar 6 equipos para disputar el Campeonato Nacional 1975. El torneo representó a todas las provincias con excepción de Salta, mientras que Tierra del Fuego aún no era provincia y tampoco tuvo representación.

## Sistema de disputa
En este torneo se dividió a los participantes en 6 grupos por cercanía geográfica, variando la cantidad de equipos por grupo. Todas las fases del torneo se jugaban por el sistema de eliminación directa con partidos de ida y de vuelta, con los equipos ingresando en diferentes etapas. 
Los ganadores de cada grupo clasificaron al Torneo Nacional 1975.

## Equipos participantes

### Distribución geográfica
| Región                           | Equipos |
| -------------------------------- | ------- |
| Provincia de Buenos Aires        | 11      |
| Provincia de Catamarca           | 1       |
| Provincia del Chaco              | 2       |
| Provincia del Chubut             | 2       |
| Provincia de Córdoba             | 5       |
| Provincia de Corrientes          | 2       |
| Provincia de Entre Ríos          | 5       |
| Provincia de Formosa             | 1       |
| Provincia de Jujuy               | 1       |
| Provincia de La Pampa            | 1       |
| Provincia de La Rioja            | 1       |
| Provincia de Mendoza             | 4       |
| Provincia de Misiones            | 1       |
| Provincia del Neuquén            | 2       |
| Provincia de Río Negro           | 2       |
| Provincia de Salta               | 0       |
| Provincia de San Juan            | 1       |
| Provincia de San Luis            | 2       |
| Provincia de Santa Cruz          | 2       |
| Provincia de Santa Fe            | 2       |
| Provincia de Santiago del Estero | 1       |
| Provincia de Tierra del Fuego    | 0       |
| Provincia de Tucumán             | 3       |
| Total                            | 52      |

### Grupos
| Grupo   | Equipo                                    | Localidad                   | Provincia           | Liga de origen                               |
| ------- | ----------------------------------------- | --------------------------- | ------------------- | -------------------------------------------- |
| Grupo A | Club Atlético Belgrano                    | Córdoba                     | Córdoba             | Liga Cordobesa de Fútbol                     |
| Grupo A | Club Deportivo Huracán                    | Tancacha                    | Córdoba             | Liga Regional Riotercerense de Fútbol        |
| Grupo A | Asociación Atlética Estudiantes           | Río Cuarto                  | Córdoba             | Liga Regional de Fútbol de Río Cuarto        |
| Grupo A | Club Atlético Independiente               | Cruz del Eje                | Córdoba             | Liga Cruzdelejeña de Fútbol                  |
| Grupo A | Club Atlético y Biblioteca Rivadavia      | Arroyo Cabral               | Córdoba             | Liga Villamariense de Fútbol                 |
| Grupo A | Club Atlético All Boys                    | Santa Rosa                  | La Pampa            | Liga Cultural de Fútbol                      |
| Grupo A | Club Atlético Colegiales                  | Villa Mercedes              | San Luis            | Liga de Fútbol de Villa Mercedes (S.L.)      |
| Grupo A | Club Sportivo Estudiantes                 | San Luis                    | San Luis            | Liga Sanluiseña de Fútbol                    |
| Grupo A | Colón (San Justo)                         | San Justo                   | Santa Fe            | Liga Santafesina de Fútbol                   |
| Grupo A | Sportivo Fútbol Club                      | Álvarez                     | Santa Fe            | Asociación Rosarina de Fútbol                |
| Grupo B | Estudiantes (La Rioja)                    | La Rioja                    | La Rioja            | Liga Riojana de Fútbol                       |
| Grupo B | Sport Club Pacífico                       | General Alvear              | Mendoza             | Liga Alvearense de Fútbol                    |
| Grupo B | Paso de los Andes                         | Rivadavia                   | Mendoza             | Liga Rivadaviense de Fútbol                  |
| Grupo B | Atlético Club San Martín                  | San Martín                  | Mendoza             | Liga Mendocina de Fútbol                     |
| Grupo B | Sportivo Pedal                            | San Rafael                  | Mendoza             | Liga Sanrafaelina de Fútbol                  |
| Grupo B | Club Atlético de la Juventud Alianza      | Santa Lucía                 | San Juan            | Liga Sanjuanina de Fútbol                    |
| Grupo C | Deportivo Unión                           | Catamarca                   | Catamarca           | Liga Catamarqueña de Fútbol                  |
| Grupo C | Club Atlético Ledesma                     | Libertador Gral. San Martín | Jujuy               | Liga Regional Jujeña de Fútbol               |
| Grupo C | Club Atlético Central Córdoba             | Santiago del Estero         | Santiago del Estero | Liga Santiagueña de Fútbol                   |
| Grupo C | Atlético Tucumán                          | San Miguel de Tucumán       | Tucumán             | Liga Tucumana de Fútbol                      |
| Grupo C | Atlético Famaillá                         | Famaillá                    | Tucumán             | Liga Tucumana de Fútbol                      |
| Grupo C | Juan Manuel Terán                         | Aguilares                   | Tucumán             | Liga Tucumana de Fútbol                      |
| Grupo D | Boca Juniors (Azul)                       | Azul                        | Buenos Aires        | Liga de Fútbol de Azul                       |
| Grupo D | Cemento San Martín                        | Sierras Bayas               | Buenos Aires        | Liga de Fútbol de Olavarría                  |
| Grupo D | Club Social y Deportivo Estación Quequén  | Quequén                     | Buenos Aires        | Liga Necochense de Fútbol                    |
| Grupo D | Club Atlético Huracán                     | Tres Arroyos                | Buenos Aires        | Liga Regional Tresarroyense de fútbol        |
| Grupo D | Club Jorge Newbery                        | Junín                       | Buenos Aires        | Liga Deportiva del Oeste                     |
| Grupo D | Club Atlético Juventud                    | Pergamino                   | Buenos Aires        | Liga de Fútbol de Pergamino                  |
| Grupo D | Racing Club                               | Gardey                      | Buenos Aires        | Liga de Fútbol                               |
| Grupo D | Club Atlético San Lorenzo                 | Mar del Plata               | Buenos Aires        | Liga Marplatense de Fútbol                   |
| Grupo D | Sporting                                  | Punta Alta                  | Buenos Aires        | Liga de Fútbol                               |
| Grupo D | Teatro Municipal                          | San Nicolás                 | Buenos Aires        | Liga Nicoleña de Fútbol                      |
| Grupo E | Club Atlético Sarmiento                   | Resistencia                 | Chaco               | Liga Chaqueña de Fútbol                      |
| Grupo E | Unión                                     | Sáenz Peña                  | Chaco               | Liga Saenzpeñense de Fútbol                  |
| Grupo E | Club Atlético Huracán Corrientes          | Corrientes                  | Corrientes          | Liga Correntina de Fútbol                    |
| Grupo E | Juventud Unida                            | Goya                        | Corrientes          | Liga Goyana de Fútbol                        |
| Grupo E | Club Atlético Uruguay                     | Concepción del Uruguay      | Entre Ríos          | Liga de Fútbol de Concepción del Uruguay     |
| Grupo E | Club Atlético Ferrocarril                 | Concordia                   | Entre Ríos          | Liga Concordiense de Fútbol                  |
| Grupo E | Peñarol                                   | Paraná                      | Entre Ríos          | Liga Paranaense de Fútbol                    |
| Grupo E | Racing Club                               | Gualeguaychú                | Entre Ríos          | Liga Departamental de Fútbol de Gualeguaychú |
| Grupo E | Sauce                                     | Colón                       | Entre Ríos          | Liga Departamental de Fútbol de Colón        |
| Grupo E | Club Atlético Bartolomé Mitre             | Posadas                     | Misiones            | Liga Posadeña de Fútbol                      |
| Grupo E | General San Martín                        | Formosa                     | Formosa             | Liga Formoseña de Fútbol                     |
| Grupo F | Club El Ciclón                            | Carmen de Patagones         | Buenos Aires        | Liga Rionegrina de Fútbol                    |
| Grupo F | Gaiman Fútbol Club                        | Gaiman                      | Chubut              | Liga de Fútbol Valle del Chubut              |
| Grupo F | Club Atlético Huracán                     | Comodoro Rivadavia          | Chubut              | Liga de Fútbol de Comodoro Rivadavia         |
| Grupo F | Club Atlético Independiente               | Neuquén                     | Neuquén             | Liga de Fútbol de Neuquén                    |
| Grupo F | Juventud Unida                            | Plaza Huincul               | Neuquén             | Liga de Fútbol de Neuquén                    |
| Grupo F | Club Cipolletti                           | Cipolletti                  | Río Negro           | Liga Deportiva Confluencia                   |
| Grupo F | Club Social y Deportivo General Roca      | General Roca                | Río Negro           | Liga Deportiva Confluencia                   |
| Grupo F | Hispano Americano                         | Río Gallegos                | Santa Cruz          | Liga de Fútbol Sur de Santa Cruz             |
| Grupo F | Club Atlético Social y Deportivo Talleres | Caleta Olivia               | Santa Cruz          | Liga de Fútbol Norte de Santa Cruz           |

## Primera etapa
| Fechas        | Grupo | Local en la vuelta                 |   | Global |   | Local en la ida                      |
| ------------- | ----- | ---------------------------------- | - | ------ | - | ------------------------------------ |
| 16 de febrero | A     | C.A.y B. Rivadavia (Arroyo Cabral) | 6 | 7 - 4  | 3 | Independiente (Cruz del Eje)         |
| 23 de febrero | A     | C.A.y B. Rivadavia (Arroyo Cabral) | 1 | 7 - 4  | 1 | Independiente (Cruz del Eje)         |
| 16 de febrero | A     | Estudiantes (Rio Cuarto)           | 1 | 2 - 1  | 0 | Deportivo Huracán (Tancacha)         |
| 23 de febrero | A     | Estudiantes (Rio Cuarto)           | 1 | 2 - 1  | 1 | Deportivo Huracán (Tancacha)         |
| 16 de febrero | A     | Sportivo Estudiantes               | 2 | 4 - 1  | 0 | Colegiales (Villa Mercedes)          |
| 23 de febrero | A     | Sportivo Estudiantes               | 2 | 4 - 1  | 1 | Colegiales (Villa Mercedes)          |
| 16 de febrero | A     | Colón (San Justo)                  | 1 | 1 - 2  | 1 | Sportivo (Álvarez)                   |
| 2 de marzo    | A     | Colón (San Justo)                  | 0 | 1 - 2  | 1 | Sportivo (Álvarez)                   |
| 16 de febrero | B     | Paso de los Andes (Rivadavia)      | 0 | 2 - 1  | 0 | Sport Club Pacífico (General Alvear) |
| 23 de febrero | B     | Paso de los Andes (Rivadavia)      | 2 | 2 - 1  | 1 | Sport Club Pacífico (General Alvear) |
| 16 de febrero | C     | Famaillá (Tucumán)                 | 1 | 3 - 2  | 1 | Juan Manuel Terán (Aguilares)        |
| 23 de febrero | C     | Famaillá (Tucumán)                 | 2 | 3 - 2  | 1 | Juan Manuel Terán (Aguilares)        |
| 16 de febrero | D     | Cemento San Martín (Sierras Bayas) | 1 | 4 - 5  | 3 | Jorge Newbery (Junín)                |
| 23 de febrero | D     | Cemento San Martín (Sierras Bayas) | 3 | 4 - 5  | 2 | Jorge Newbery (Junín)                |
| 16 de febrero | D     | Teatro Municipal (San Nicolás)     | 0 | 3 - 4  | 2 | Juventud (Pergamino)                 |
| 2 de marzo    | D     | Teatro Municipal (San Nicolás)     | 3 | 3 - 4  | 2 | Juventud (Pergamino)                 |
| 16 de febrero | E     | Sarmiento (Resistencia)            | 4 | 7 - 2  | 1 | Unión (Sáenz Peña)                   |
| 23 de febrero | E     | Sarmiento (Resistencia)            | 3 | 7 - 2  | 1 | Unión (Sáenz Peña)                   |
| 16 de febrero | E     | Huracán (Corrientes)               | 4 | 8 - 5  | 2 | Juventud Unida (Goya)                |
| 23 de febrero | E     | Huracán (Corrientes)               | 4 | 8 - 5  | 3 | Juventud Unida (Goya)                |
| 16 de febrero | E     | Sauce (Colón)                      | 0 | 0 - 6  | 3 | Ferrocarril (Concordia)              |
| 24 de febrero | E     | Sauce (Colón)                      | 0 | 0 - 6  | 3 | Ferrocarril (Concordia)              |
| 2 de febrero  | F     | Cipolletti                         | 1 | 3 - 2  | 2 | Deportivo Roca                       |
| 9 de febrero  | F     | Cipolletti                         | 2 | 3 - 2  | 0 | Deportivo Roca                       |
| 16 de febrero | F     | Gaiman F.C.                        | 0 | 1 - 4  | 3 | Huracán (Comodoro Rivadavia)         |
| 23 de febrero | F     | Gaiman F.C.                        | 1 | 1 - 4  | 1 | Huracán (Comodoro Rivadavia)         |
| 16 de febrero | F     | Hispanoamericano (Río Gallegos)    | 3 | 4 - 5  | 5 | Talleres (Caleta Olivia)             |
| 23 de febrero | F     | Hispanoamericano (Río Gallegos)    | 1 | 4 - 5  | 0 | Talleres (Caleta Olivia)             |
| 16 de febrero | F     | Independiente (Neuquén)            | 1 | 2 - 1  | 1 | Juventud Unida (Plaza Huincul)       |
| 2 de marzo    | F     | Independiente (Neuquén)            | 1 | 2 - 1  | 0 | Juventud Unida (Plaza Huincul)       |

## Segunda etapa
| Fechas        | Grupo | Local en la vuelta          |   | Global   |   | Local en la ida                    |
| ------------- | ----- | --------------------------- | - | -------- | - | ---------------------------------- |
| 2 de marzo    | A     | Estudiantes (Río Cuarto)    | 0 | G - P    | 0 | C.A.y B. Rivadavia (Arroyo Cabral) |
| 9 de marzo    | A     | Estudiantes (Río Cuarto)    | 3 | G - P    | 3 | C.A.y B. Rivadavia (Arroyo Cabral) |
| 2 de marzo    | B     | Sportivo Pedal (San Rafael) | 2 | 4 - 3    | 2 | Paso de los Andes (Rivadavia)      |
| 9 de marzo    | B     | Sportivo Pedal (San Rafael) | 2 | 4 - 3    | 1 | Paso de los Andes (Rivadavia)      |
| 2 de marzo    | C     | Deportivo Unión (Catamarca) | 1 | 3 - 2    | 1 | Famaillá (Tucumán)                 |
| 9 de marzo    | C     | Deportivo Unión (Catamarca) | 2 | 3 - 2    | 1 | Famaillá (Tucumán)                 |
| 2 de marzo    | C     | Central Córdoba (SdE)       | 1 | 4 - 4(v) | 2 | Atlético Ledesma                   |
| 9 de marzo    | C     | Central Córdoba (SdE)       | 3 | 4 - 4(v) | 2 | Atlético Ledesma                   |
| 2 de marzo    | D     | Sporting (Punta Alta)       | 0 | 0 - 1    | 1 | Huracán (Tres Arroyos)             |
| 9 de marzo    | D     | Sporting (Punta Alta)       | 0 | 0 - 1    | 0 | Huracán (Tres Arroyos)             |
| 2 de marzo    | D     | San Lorenzo (Mar del Plata) | 4 | 10 - 1   | 1 | Estación Quequén                   |
| 9 de marzo    | D     | San Lorenzo (Mar del Plata) | 6 | 10 - 1   | 0 | Estación Quequén                   |
| 2 de marzo    | D     | Racing Club (Gardey)        | 1 | 1 - 0    | 0 | Boca Juniors (Azul)                |
| 9 de marzo    | D     | Racing Club (Gardey)        | 0 | 1 - 0    | 0 | Boca Juniors (Azul)                |
| 9 de marzo    | D     | Jorge Newbery (Junín)       | 1 | 5 - 1    | 1 | Juventud (Pergamino)               |
| 16 de marzo   | D     | Jorge Newbery (Junín)       | 4 | 5 - 1    | 0 | Juventud (Pergamino)               |
| 2 de marzo    | E     | Ferrocarril (Concordia)     | 1 | (v)3 - 3 | 3 | Peñarol (Paraná)                   |
| 9 de marzo    | E     | Ferrocarril (Concordia)     | 2 | (v)3 - 3 | 0 | Peñarol (Paraná)                   |
| 2 de marzo    | E     | Racing Club (Gualeguaychú)  | 0 | 3 - 7    | 3 | Atlético Uruguay (CdU)             |
| 9 de marzo    | E     | Racing Club (Gualeguaychú)  | 3 | 3 - 7    | 4 | Atlético Uruguay (CdU)             |
| 16 de febrero | F     | Cipolletti                  | 1 | 2 - 1    | 1 | El Ciclón (Carmen de Patagones)    |
| 23 de febrero | F     | Cipolletti                  | 1 | 2 - 1    | 0 | El Ciclón (Carmen de Patagones)    |
| 2 de marzo    | F     | Talleres (Caleta Olivia)    | 0 | 1 - 4    | 3 | Huracán (Comodoro Rivadavia)       |
| 9 de marzo    | F     | Talleres (Caleta Olivia)    | 1 | 1 - 4    | 1 | Huracán (Comodoro Rivadavia)       |

## Tercera etapa
| Fechas      | Grupo | Local en la vuelta      |   | Global        |   | Local en la ida             |
| ----------- | ----- | ----------------------- | - | ------------- | - | --------------------------- |
| 16 de marzo | A     | Sportivo (Álvarez)      | 0 | 1 - 2         | 0 | Estudiantes (Río Cuarto)    |
| 23 de marzo | A     | Sportivo (Álvarez)      | 1 | 1 - 2         | 2 | Estudiantes (Río Cuarto)    |
| 16 de marzo | A     | All Boys (La Pampa)     | 0 | 0 - 2         | 1 | Sportivo Estudiantes        |
| 23 de marzo | A     | All Boys (La Pampa)     | 0 | 0 - 2         | 1 | Sportivo Estudiantes        |
| 16 de marzo | B     | Estudiantes (La Rioja)  | 1 | 1 - 2         | 2 | Sportivo Pedal (San Rafael) |
| 23 de marzo | B     | Estudiantes (La Rioja)  | 0 | 1 - 2         | 0 | Sportivo Pedal (San Rafael) |
| 16 de marzo | C     | Atlético Ledesma        | 1 | 4 - 2         | 1 | Deportivo Unión (Catamarca) |
| 23 de marzo | C     | Atlético Ledesma        | 3 | 4 - 2         | 1 | Deportivo Unión (Catamarca) |
| 16 de marzo | D     | Racing Club (Gardey)    | 2 | 2 - 5         | 3 | San Lorenzo (Mar del Plata) |
| 23 de marzo | D     | Racing Club (Gardey)    | 0 | 2 - 5         | 2 | San Lorenzo (Mar del Plata) |
| 23 de marzo | D     | Huracán (Tres Arroyos)  | 0 | 2 - 3         | 2 | Jorge Newbery (Junín)       |
| 30 de marzo | D     | Huracán (Tres Arroyos)  | 2 | 2 - 3         | 1 | Jorge Newbery (Junín)       |
| 16 de marzo | E     | Atlético Uruguay (CdU)  | 1 | (4) 3 - 3 (2) | 2 | Ferrocarril (Concordia)     |
| 23 de marzo | E     | Atlético Uruguay (CdU)  | 2 | (4) 3 - 3 (2) | 1 | Ferrocarril (Concordia)     |
| 9 de marzo  | F     | Independiente (Neuquén) | 1 | 1 - 10        | 7 | Cipolletti                  |
| 23 de marzo | F     | Independiente (Neuquén) | 0 | 1 - 10        | 3 | Cipolletti                  |

## Cuarta etapa
| Fechas      | Grupo | Local en la vuelta              |   | Global |   | Local en la ida             |
| ----------- | ----- | ------------------------------- | - | ------ | - | --------------------------- |
| 30 de marzo | A     | Sportivo Estudiantes (San Luis) | 1 | 3 - 5  | 1 | Estudiantes (Río Cuarto)    |
| 6 de abril  | A     | Sportivo Estudiantes (San Luis) | 2 | 3 - 5  | 4 | Estudiantes (Río Cuarto)    |
| 30 de marzo | B     | Juventud Alianza                | 1 | 4 - 2  | 2 | Sportivo Pedal (San Rafael) |
| 6 de abril  | B     | Juventud Alianza                | 3 | 4 - 2  | 0 | Sportivo Pedal (San Rafael) |
| 30 de marzo | E     | Atlético Uruguay (CdU)          | 0 | 2 - 1  | 1 | Huracán (Corrientes)        |
| 6 de abril  | E     | Atlético Uruguay (CdU)          | 2 | 2 - 1  | 0 | Huracán (Corrientes)        |

## Quinta etapa
| Fechas      | Grupo | Local en la vuelta        |   | Global |   | Local en la ida              |
| ----------- | ----- | ------------------------- | - | ------ | - | ---------------------------- |
| 13 de abril | E     | Sarmiento (Resistencia)   | 1 | 2 - 5  | 1 | Atlético Uruguay (CdU)       |
| 20 de abril | E     | Sarmiento (Resistencia)   | 1 | 2 - 5  | 4 | Atlético Uruguay (CdU)       |
| 20 de abril | E     | Bartolomé Mitre (Posadas) | 2 | 4 - 1  | 1 | General San Martín (Formosa) |
| 27 de abril | E     | Bartolomé Mitre (Posadas) | 2 | 4 - 1  | 0 | General San Martín (Formosa) |

## Finales
| Fechas      | Grupo | Local en la vuelta           |   | Global   |   | Local en la ida          |
| ----------- | ----- | ---------------------------- | - | -------- | - | ------------------------ |
| 20 de abril | A     | Belgrano (Córdoba)           | 1 | 3 - 0    | 0 | Estudiantes (Río Cuarto) |
| 24 de abril | A     | Belgrano (Córdoba)           | 2 | 3 - 0    | 0 | Estudiantes (Río Cuarto) |
| 13 de abril | B     | San Martín (Mendoza)         | 0 | 1 - 1(v) | 0 | Juventud Alianza         |
| 20 de abril | B     | San Martín (Mendoza)         | 1 | 1 - 1(v) | 1 | Juventud Alianza         |
| 30 de marzo | C     | Atlético Tucumán             | 0 | 5 - 4    | 1 | Atlético Ledesma         |
| 20 de abril | C     | Atlético Tucumán             | 5 | 5 - 4    | 3 | Atlético Ledesma         |
| 6 de abril  | D     | San Lorenzo (Mar del Plata)  | 1 | 2 - 3    | 2 | Jorge Newbery (Junín)    |
| 13 de abril | D     | San Lorenzo (Mar del Plata)  | 1 | 2 - 3    | 1 | Jorge Newbery (Junín)    |
| 4 de mayo   | E     | Bartolomé Mitre (Posadas)    | 0 | 3 - 2    | 1 | Atlético Uruguay (CdU)   |
| 11 de mayo  | E     | Bartolomé Mitre (Posadas)    | 3 | 3 - 2    | 1 | Atlético Uruguay (CdU)   |
| 30 de marzo | F     | Huracán (Comodoro Rivadavia) | 1 | 2 - 3    | 3 | Cipolletti               |
| 6 de abril  | F     | Huracán (Comodoro Rivadavia) | 1 | 2 - 3    | 0 | Cipolletti               |

## Clasificados al Campeonato Nacional 1975
- Atlético Tucumán
- Bartolomé Mitre (P)
- Belgrano (C)
- Estudiantes (RC)
- Jorge Newbery (J)
- Juventud Alianza